# Mistrzostwa Czterech Kontynentów w Łyżwiarstwie Szybkim 2020
1. Mistrzostwa Czterech Kontynentów w Łyżwiarstwie Szybkim – zawody w łyżwiarstwie szybkim, które odbyły się w dniach 31 stycznia–2 lutego 2020 roku w amerykańskim mieście Milwaukee w hali Pettit National Ice Center. Rozegranych zostało po siedem konkurencji dla kobiet i mężczyzn.

## Klasyfikacja medalowa
| Pozycja | Reprezentacja     | Złoto | Srebro | Brąz | Razem |
| 1.      | Korea Południowa  | 5     | 4      | 4    | 13    |
| 2.      | Stany Zjednoczone | 5     | 0      | 3    | 8     |
| 3.      | Kanada            | 2     | 5      | 1    | 8     |
| 4.      | Kazachstan        | 1     | 3      | 3    | 7     |
| 5.      | Japonia           | 1     | 1      | 1    | 3     |
| 6.      | Chiny             | 0     | 1      | 2    | 3     |

## Medale
| Konkurencja      | Złoto                                                                   | Srebro                                                         | Brąz                                                                |
| Kobiety          |                                                                         |                                                                |                                                                     |
| 500 metrów       | Kim Min-sun                                                             | Brooklyn McDougall                                             | Kim Hyun-yung                                                       |
| 1000 metrów      | Brianna Bocox                                                           | Rio Yamada                                                     | Mia Manganello                                                      |
| 1500 metrów      | Brianna Bocox                                                           | Nadieżda Morozowa                                              | Park Ji-woo                                                         |
| 3000 metrów      | Mia Manganello                                                          | Nadieżda Morozowa                                              | Nana Takahashi                                                      |
| Start masowy     | Mia Manganello                                                          | Kim Bo-reum                                                    | Park Ji-woo                                                         |
| Bieg drużynowy   | Stany Zjednoczone · Brianna Bocox · Mia Manganello · Paige Schwartzburg | Kanada · Lindsey Kent · Maddison Pearman · Alexa Scott         | Chiny · Ahenaer Adake · Chen Xiangyu · Ma Yuhan                     |
| Sprint drużynowy | Kanada · Noémie Fiset · Brooklyn McDougall · Maddison Pearman           | Korea Południowa · Kim Hyun-yung · Kim Min-ji · Kim Min-sun    | Chiny · Chen Xiangyu · Lin Xue · Zhang Lina                         |
| Mężczyźni        |                                                                         |                                                                |                                                                     |
| 500 metrów       | Kim Jun-ho                                                              | Alex Boisvert-Lacroix                                          | Roman Kriecz                                                        |
| 1000 metrów      | Koki Kubo                                                               | Laurent Dubreuil                                               | Kim Jin-su                                                          |
| 1500 metrów      | Kim Min-seok                                                            | Jess Neufeld                                                   | Jake Weidemann                                                      |
| 5000 metrów      | Witalij Szczigolew                                                      | Dmitrij Morozow                                                | Emery Lehman                                                        |
| Start masowy     | Um Cheon-ho                                                             | Chung Jae-won                                                  | Ian Quinn                                                           |
| Bieg drużynowy   | Kanada · Hayden Mayeur · Kaleb Muller · Jake Weidemann                  | Korea Południowa · Chung Yang-hun · Kim Min-seok · Um Cheon-ho | Kazachstan · Demjan Gawriłow · Dmitrij Morozow · Witalij Szczigolew |
| Sprint drużynowy | Korea Południowa · Cha Min-kyu · Kim Jin-su · Kim Jun-ho                | Chiny · Hou Kaibo · Wang Haotian · Xu Fu                       | Kazachstan · Aleksandr Klenko · Roman Kriecz · Stanisław Pałkin     |